# Babilina Khossitachvili
Babilina Khossitachvili (1884-1973) est une poétesse et militante féministe du droit du travail géorgienne.

## Biographie
Originaire de la région de Kizikhi, Babilina Khossitachvili déménage à Tbilissi. Elle trouve un emploi dans une maison d'édition et commence à écrire de la poésie, d'abord sur les problèmes de la classe ouvrière, puis sur l'amour et la lutte constante des femmes.
En 1921, après son mariage, Babilina Khossitachvili entreprend des études à l'université de Tbilissi. À la fin de son cursus, elle se lance dans des recherches littéraires sur une période de quatre ans mais son travail n'est pas apprécié. Elle trouve un emploi dans une imprimerie où elle observe la vie des ouvriers ; elle y développe un intérêt pour le syndicalisme.
Plus tard, elle se tourne vers les droits des femmes. Elle constate que les femmes souffrent de leur manque d'éducation et de formation. Elle devient une observatrice active du mouvement féministe géorgien, du mouvement des suffragettes et de l'émancipation des femmes.

## Reconnaissance
Babilina Khossitachvili a longtemps été considérée comme seulement une traductrice et la sœur du poète Irodion Evdoshvili, mais depuis quelques années, son engagement revient sur le devant de la scène. En 2018, des militantes féministes reprennent[Où ?] une de ses lettres sur la sexualité lors de la marche du 8 mars.